# Живой щит (фильм)
«Живой щит» (англ. Human Shield) — видеофильм производства США

## Сюжет
Бывший морской пехотинец Даг Мэттьюз возвращается в Ирак. Он служил там ранее военным советником при генерале Али Далла, но после того, как он стал свидетелем военных операций против мирного курдского населения, вынужден был покинуть страну. Спустя несколько лет, работавший с семьёй в Ираке брат Дага Бен захвачен в аэропорту в заложники военными (людьми Али Далла) при попытке покинуть страну. Бен болен диабетом. Даг решает вернуться в Ирак и спасти брата. Он летит в Амман, пересекает границу Иордании с Ираком и добирается до Багдада, где вновь встречает своих старых друзей: курда Тэнзи и доктора Лайлу, ставшую женой Али за время отсутствия Дага.

## В ролях
- Майкл Дудикофф — Даг Мэттьюз
- Томми Хинкли — Бен Мэттьюз
- Стив Инвуд — Али Далла
- Хана Азулай-Хасфари — Лайла
- Ури Гариэль — Тэнзи
- Майкл Шилло — Джо Албаро
- Роберто Поллак — Башир
- Ирвинг Каплан — Сид Кромвелл
- Матти Сери
- Джек Адалист
- Эви Коэн

## Интересные факты
- Первый фильм, связанный с войной в Персидском заливе
- В США фильм вышел 2 сентября 1992 года на видеокассетах.
- Часть обозначений и символов на химическом заводе не используется на Ближнем Востоке.